# أندرو براون
أندرو براون (بالإنجليزية: Andrew Brown)‏ (و. 1984  م) هو لاعب كرة قاعدة، من الولايات المتحدة، ولد في دالاس، تكساس، يلعب كلاعب دفاع ‏.

## روابط خارجية
- أندرو براون على موقع دوري كرة القاعدة الرئيسي (الإنجليزية)
- أندرو براون على موقع دوري كوريا الجنوبية لكرة القاعدة (الإنجليزية)
- أندرو براون على موقعبيزبول رفرنس.كوم (الدوري الرئيسي) (الإنجليزية)
- أندرو براون على موقعبيزبول رفرنس.كوم (الدوري الثانوي) (الإنجليزية)
- أندرو براون على موقع إي إس بي إن.كوم (أم.أل.بي) (الإنجليزية)
- أندرو براون على موقع مشجعي الرسوم البيانية (الإنجليزية)